# ホンダ・MVX250F
MVX250F （エムブイエックスにひゃくごじゅうエフ）は、かつて本田技研工業が製造販売したオートバイである。

## 概要
型式名MC09。水冷2ストロークV型3気筒エンジンを搭載するモデルである。
1980年代前半にHY戦争と呼ばれるヤマハ発動機との熾烈な販売競争が繰り広げられていた状況下の250 ccクラススポーツ車では2ストロークエンジンを搭載するRZ250に対抗して、本田技研工業では4ストロークエンジンを搭載するVT250Fを発売して大ヒットとなったが、当時のレース部門ではNR500からNS500へのスイッチにより、市場からのレーサーレプリカイメージの要望に応える回答として1983年1月19日に同年2月1日から発売されることがとなった。

## 車両解説
搭載されるMC09E型エンジンは、内径×行程：47.0×48.0（mm）・排気量249 ㏄・圧縮比8.0に設定。17 Lタンクからの燃料供給はスクエアフラットバルブのTA01型キャブレターにより最高出力40 PS / 9,000 rpm・最大トルク3.2 kg-m / 8,500 rpmを発揮。始動はキックスターターのみで6段マニュアルトランスミッションを介して後輪を駆動するが、以下の特徴がある。
- VT250Fで採用した理論上一次振動がゼロとなる90°V型2気筒に対し、ロードレースで活躍中だったNS500と同じV型3気筒レイアウトとした[1]。振動対策では重量増と機械的ロスに繋がるバランサーの採用を避け、代わりに前バンク2気筒と後バンク1気筒のピストン周りの慣性重量を同等とし対処した[1]。
  - 具体的には後方シリンダーのピストンピン径を前方2気筒の12 mmから18 mmに大径化しコンロッド小端部重量バランスを前側2気筒分と合わせキャンセルさせる[注 4]。このため後方コンロッドは大端部と小端部の見分けがつかないような形状となる[注 5]。
- 販売戦略としてNS500のレプリカのイメージを植え付けたが、整備性を考慮しシリンダーレイアウトを逆転させたため後方シリンダーピストン側圧に負荷が掛かり過ぎ、製造途中からカラーを介してピストンピンを18 → 14 mmに小径化した[注 6]。
- 点火装置は当時の2ストロークエンジンでは珍しいフルトランジスター式を採用[1]。

車体はダブルクレードル型フレームとし、サスペンションは前輪が円筒空気ばね併用のテレスコピック、後輪プロリンク式モノショックによるスイングアームでキャスター角26°30´・トレール量91 mmに設定した。
デザイン面ではVT250FやVF400Fと類似性があり、VT250Fとは多くの部品が共通設計とされた。
- タンク・シート・サイドカバーなどは専用設計である反面、ビキニカウル・ヘッドライト・ハンドルスイッチ・テールランプ・フロントフェンダーなどが型番こそ違うもののVT250Fと同一デザインであり、100/90-16（前）・110/80-18（後）のタイヤを装着するブーメランコムスターホイール[1]、前輪デュアルピストンキャリパー式ベンチレーテッドインボードシングルデイスク[注 8]、後輪機械式リーディングトレーリングのブレーキも共通である[1][注 9]。

これらの部品共通化により新規開発車でありながら標準小売価格428,000円はVT250Fより3万円程高いプライスである。

## 評価
商品コンセプトである低振動で性能曲線がなだらかな4ストロークエンジン的特性は一定の評価を得られたが、2ストロークエンジンらしくないというマイナス評価が主となった。
RZ250の対抗として発売されたが、直後にヤマハは最高出力43 PSのRZ250Rを発売。スズキからは市販車初のアルミフレームを採用し本格的レーサーレプリカの祖となった最高出力45 PSのRG250Γが発売され、販売価格面でも上述2モデルと大差がなかったため早々に商品性で大きく見劣りするようになり売上が低迷した。
商品イメージを託したワークスレーサーNS500とシリンダーレイアウトが前後逆転し、スタイルが似ていないというマイナス評価もあり、わずか1年で後継モデルのNS250Rへモデルチェンジされた。
またエンジンの焼付対策として、2ストロークオイルの吐出量を多くしたために以下の事象が発生した。
- サイレンサーへのカーボンスラッジ堆積による排気音増大が多発。
- ユーザーから排気煙の多さに対する苦情も多発。対応策として排気煙拡散を抑制するサイレンサー末尾に装着する外観から通称「笛」と呼ばれるキャップが無償配布された。
- 販売店も対応策としてオイルポンプを必要以上に絞るなどしたことから、逆に潤滑不足を原因とした焼付を頻発させた[注 14]。